# Mission Resolute Support

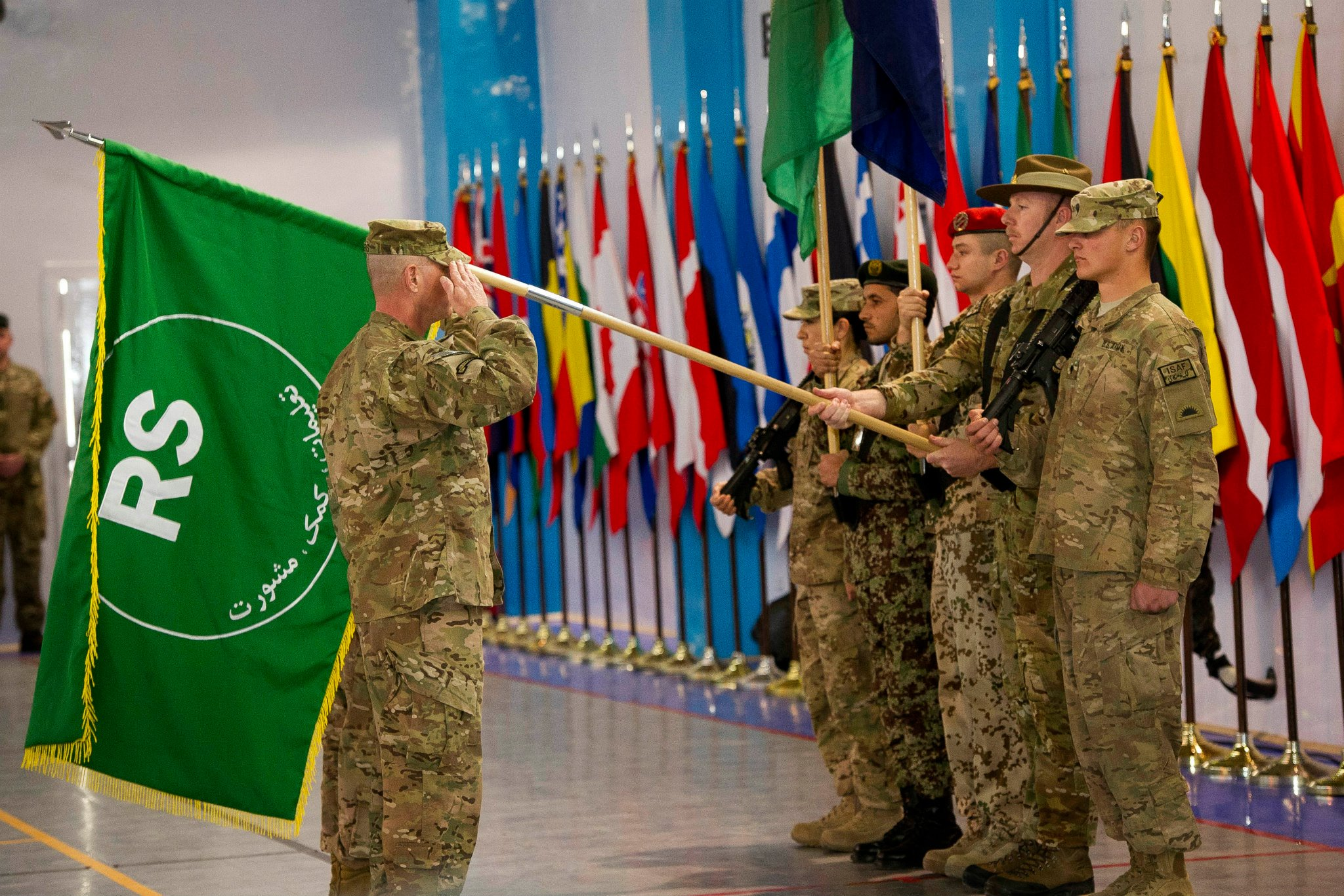
Changement de mission et passage de la Fias à Resolute Support le 28 décembre 2014 à Kaboul.

Resolute Support Mission (ou Mission Soutien Déterminé) est une mission de formation, de conseil, d'assistance à la lutte anti-terroriste, dirigée par l’OTAN. Elle se compose de plus de treize mille hommes stationnés en république islamique d'Afghanistan. Elle a commencé  au 1er janvier 2015, prenant la succession de la mission de la Force internationale d'assistance et de sécurité (Fias) achevée le 28 décembre 2014,. 
À la suite du retrait des troupes américaines d'Afghanistan, l'OTAN annonce le retrait des troupes de la RSM le 14 avril 2021 et la mission a pris fin début septembre 2021. Le dernier commandant de la RSM est le général Kenneth F. McKenzie Jr..

## Bases juridiques
Le plan d'opération pour la mission Soutien déterminé a été approuvé par les ministres des affaires étrangères des pays membres de l'Otan à la fin juin 2014. Le statut des forces de l'accord a été signé par le président de l'Afghanistan, Ashraf Ghani et le Haut représentant civil de l'Otan en Afghanistan, Maurits Jochems à Kaboul , le 30 septembre 2014. Le Conseil de sécurité des Nations unies a adopté à l'unanimité (résolution no 2189) l'appui de la nouvelle mission internationale en Afghanistan.

## Objectifs et déploiement
L'objectif de la mission est de fournir formation, conseil et assistance aux Forces armées afghanes ainsi que de l'aide spécifique, comme dans le domaine de la lutte contre le terrorisme et le combat. La mission Resolute Support prévoit le déploiement d'environ 12 000 hommes de l'Otan et des partenaires des Nations unies en Afghanistan avec un état-major à Kaboul et quatre commandements sur la base aérienne de Bagram. Les commandements doivent être formés par le Commandement de la formation, du conseil, de l'assistance et du soutien (Train, Advise, Assist Commands ou TAAC en anglais). Chacun de ces quatre commandements sera directement rattaché à l'un des six corps d'armée de l'Armée nationale afghane. Le TAAC remplace l'ancien Commandement Régional de la Capitale.  Le changement de désignation a eu lieu en août 2014. TAAC-Est assistera le 201e Corps des FOB Gamberi et Fenty situées près de Jalalabad ; le TAAC-Sud assistera le 205e Corps de l'aéroport international de Kandahar ; le TAAC-Ouest assistera le 207e Corps dans la province d'Herat et le TAAC-Nord couvrira la 209e Corps de Mazar-i-Sharif. Le TAAC Nord est sous le commandement du général de brigade Harald Gante, de l'Armée allemande. le Commandement Régional Nord a été rebaptisé TAAC Nord le 1er juillet 2014.
Le 203e Corps situé dans la partie sud-est du pays sera ponctuellement assisté par les conseillers du TAAC-Orient (une source les décrit comme "les conseillers volant"). Le 215e Corps d'armée dans le sud-ouest pourra solliciter l'assistance du TAAC Sud. Plusieurs TAACs ont été mis en place avant la disparition de la FIAS ; ils sont identifiés sur le fichier des statuts de la FIAS de décembre 2014.
Le président américain Barack Obama, dans un communiqué de la Maison Blanche du 6 juillet 2016, a déclaré que, sur les conseils du Général John W. Nicholson, chef d'état-major interarmées, du général Joseph Dunford, et du secrétaire du département d'Etat américain Ashton Carter, une force de 8 400 soldats américains resterait en Afghanistan jusqu'à la fin de son administration en décembre 2016.
À la suite du retrait des troupes américaines d'Afghanistan , l'OTAN annonce le retrait des troupes de la RSM le 14 avril 2021 et la mission a pris fin début septembre 2021.Le dernier commandant de la RSM est le général Kenneth F. McKenzie Jr..

## Les pays contributeurs
En juin 2016, parmi les forces participant à la mission figurent 6 954 Américains entraînant et aidant les forces afghanes, à 2 850 Américains engagés dans des missions de contre-terrorisme, 5 859 soldats de l'Otan et vingt-six mille agents de sécurité privés. Les nations suivantes ont déployé en Afghanistan dans le cadre de la mission :
| Pays               | Nombre de soldats |
| ------------------ | ----------------- |
| États-Unis         | 6 800             |
| Allemagne          | 980               |
| Italie             | 945               |
| Géorgie            | 870               |
| Roumanie           | 588               |
| Turquie            | 523               |
| Royaume-Uni        | 450               |
| Australie          | 270               |
| République tchèque | 214               |
| Pologne            | 198               |
| Arménie            | 121               |
| Mongolie           | 120               |
| Croatie            | 103               |
| Pays-Bas           | 100               |
| Azerbaïdjan        | 94                |
| Danemark           | 90                |
| Hongrie            | 90                |
| Bulgarie           | 79                |
| Belgique           | 62                |
| Bosnie-Herzégovine | 55                |
| Albanie            | 43                |
| Slovaquie          | 40                |
| Macédoine          | 39                |
| Norvège            | 35                |
| Finlande           | 30                |
| Suède              | 23                |
| Lettonie           | 21                |
| Lituanie           | 19                |
| Monténégro         | 14                |
| Portugal           | 10                |
| Ukraine            | 10                |
| Autriche           | 9                 |
| Nouvelle-Zélande   | 8                 |
| Slovénie           | 7                 |
| Espagne            | 7                 |
| Estonie            | 5                 |
| Grèce              | 4                 |
| Islande            | 2                 |
| Luxembourg         | 1                 |
| Total              | 13 079            |